# Castelejo
Castelejo é uma povoação portuguesa sede da Freguesia de Castelejo do Município do Fundão, freguesia com 29,52 km² de área e 562 habitantes (censo de 2021), tendo, por isso, uma densidade populacional de 19 hab./km². Da freguesia faz ainda parte a povoação anexa de Enxabarda.
Todos os anos, na data de 15 de setembro, realiza-se no Castelejo aquela que é considerada a maior manifestação religiosa da Cova da Beira e o ponto alto da cultura religiosa e popular no concelho do Fundão: a Romaria de Santa Luzia.

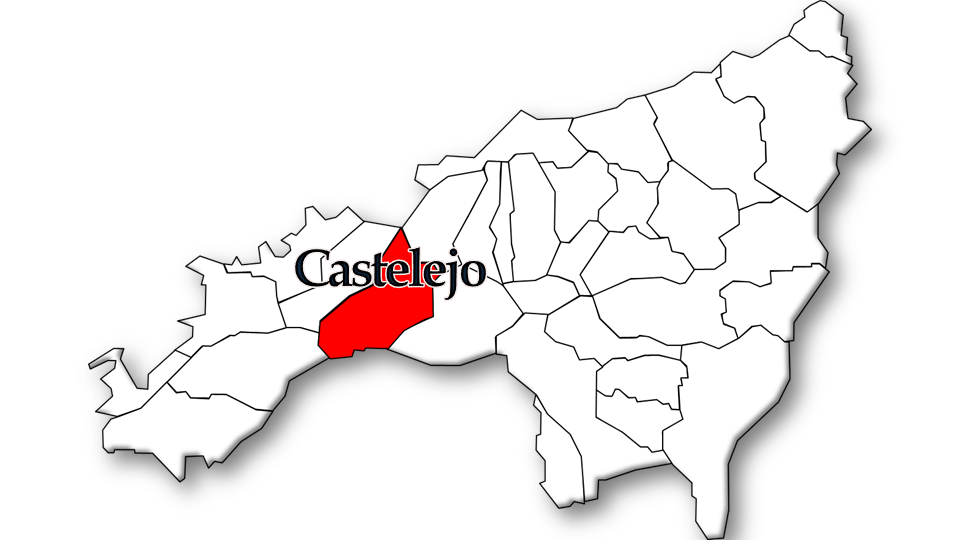
Localização da freguesia no Município do Fundão

## Demografia
A população registada nos censos foi:
| Distribuição da População por Grupos Etários | Distribuição da População por Grupos Etários | Distribuição da População por Grupos Etários | Distribuição da População por Grupos Etários | Distribuição da População por Grupos Etários |
| -------------------------------------------- | -------------------------------------------- | -------------------------------------------- | -------------------------------------------- | -------------------------------------------- |
| Ano                                          | 0-14 Anos                                    | 15-24 Anos                                   | 25-64 Anos                                   | > 65 Anos                                    |
| 2001                                         | 95                                           | 103                                          | 387                                          | 239                                          |
| 2011                                         | 74                                           | 53                                           | 311                                          | 218                                          |
| 2021                                         | 40                                           | 52                                           | 250                                          | 220                                          |

## Património
- Capela e Campo de Santa Luzia
- Coreto
- Chafariz do recinto de Santa Luzia

## Cultura
- Casa-Museu do Castelejo (casa-museu etnográfica)
- Casa da Romaria de Santa Luzia (casa-museu das tradições populares e religiosas)